# المسيحية في السلفادور

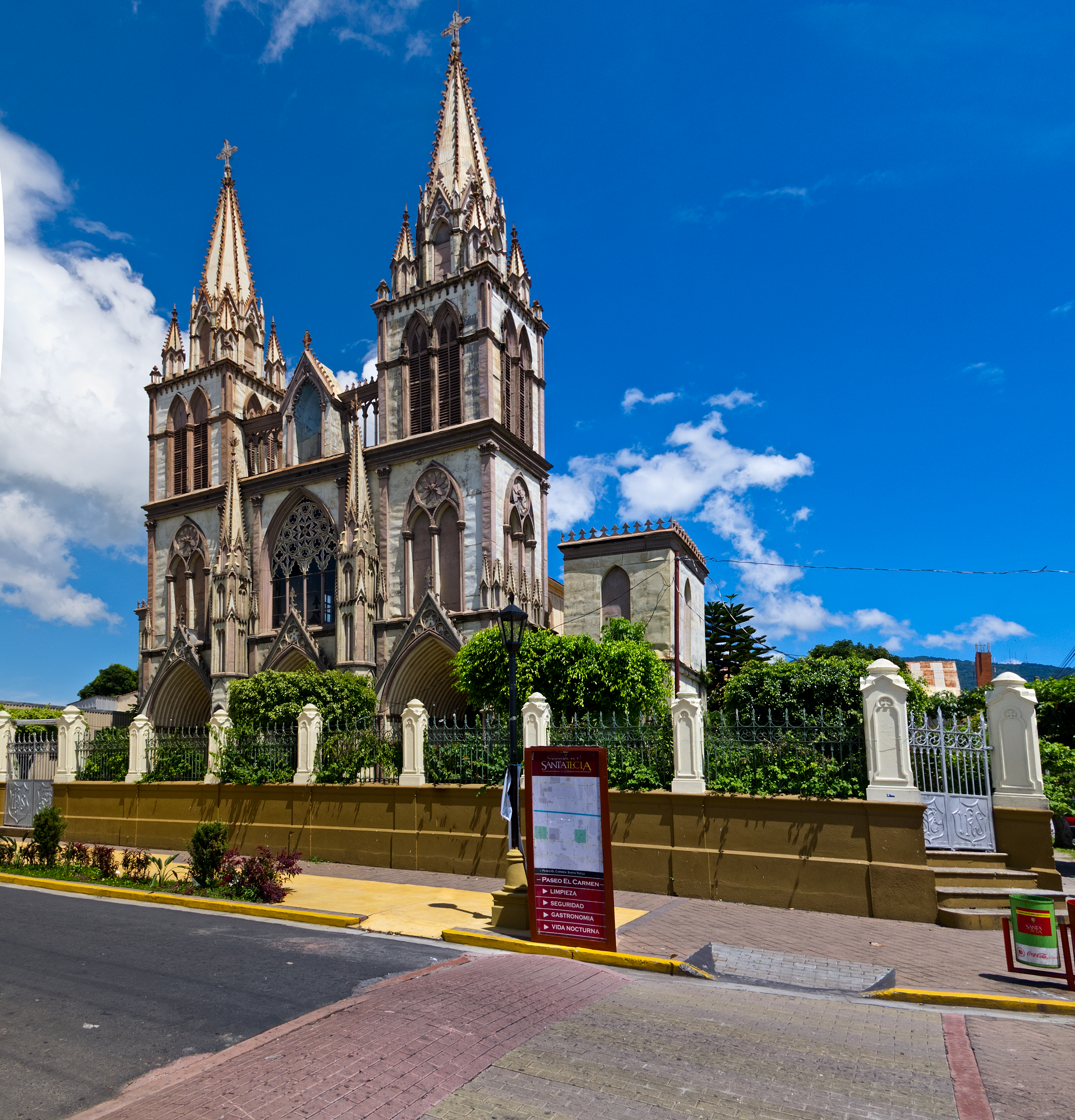
كاتدرائية دي سانتا تيكلا.

تُشكل المسيحية في السلفادور أكثر الديانات انتشاراً بين السكان، وبحسب معطيات لدراسة مركز بيو للأبحاث عام 2010 تعد المسيحية الديانة السائدة والغالبة في السلفادور، إذ يعتنقها حوالي 88.2% من السكان. تأتي الكنيسة الرومانية الكاثوليكية في مقدمة الكنائس المسيحية من حيث العدد والنسبة في السلفادور إذ وفقًا لإحصاء عام 2013 من قبل معهد لاتينوباروميترو تبين أن 54% من سكان السلفادور رومان كاثوليك وحوالي 31% بروتستانت. تعد البلاد مسقط رأس أوسكار روميرو أحد رواد لاهوت التحرير. بدأت الكنائس الإنجيلية تكسب موطئ قدم في البلاد منذ 1980، واليوم يشكل أتباع الكنائس البروتستانتية حوالي ثُلث سكان البلاد.
يعود تاريخ الكنيسة الرومانية الكاثوليكية في السلفادور إلى الحقبة الإستعماريَّة الإسبانيَّة واستمرت كأهم مؤسسة في البلاد في القرن الحادي والعشرين. وتعد الكاثوليكية هي واحدة من الموروثات الرئيسيَّة للحقبة الإستعماريَّة الإسبانية، إلى جانب الإسبانية كلغة الأمة. وقد أطلق الفاتحين الإسبان اسم «مقاطعة ربنا يسوع المسيح، منقذ العالم» على المنطقة والتي اختصرت في وقت لاحق إلى «السلفادور» (بالإسبانيَّة: El Salvador). وعلى الرغم من أن المادة 3 من دستور السلفادور تنص على أنه «لا يجوز وضع قيود تستند إلى الاختلافات في الجنسية أو العرق أو الجنس أو الدين»، تنص المادة 26 على أن الدولة «تعترف بالكنيسة الكاثوليكية وتعطيها تفضيلًا قانونيًا».

## تاريخ

### الحقبة الإستعمارية

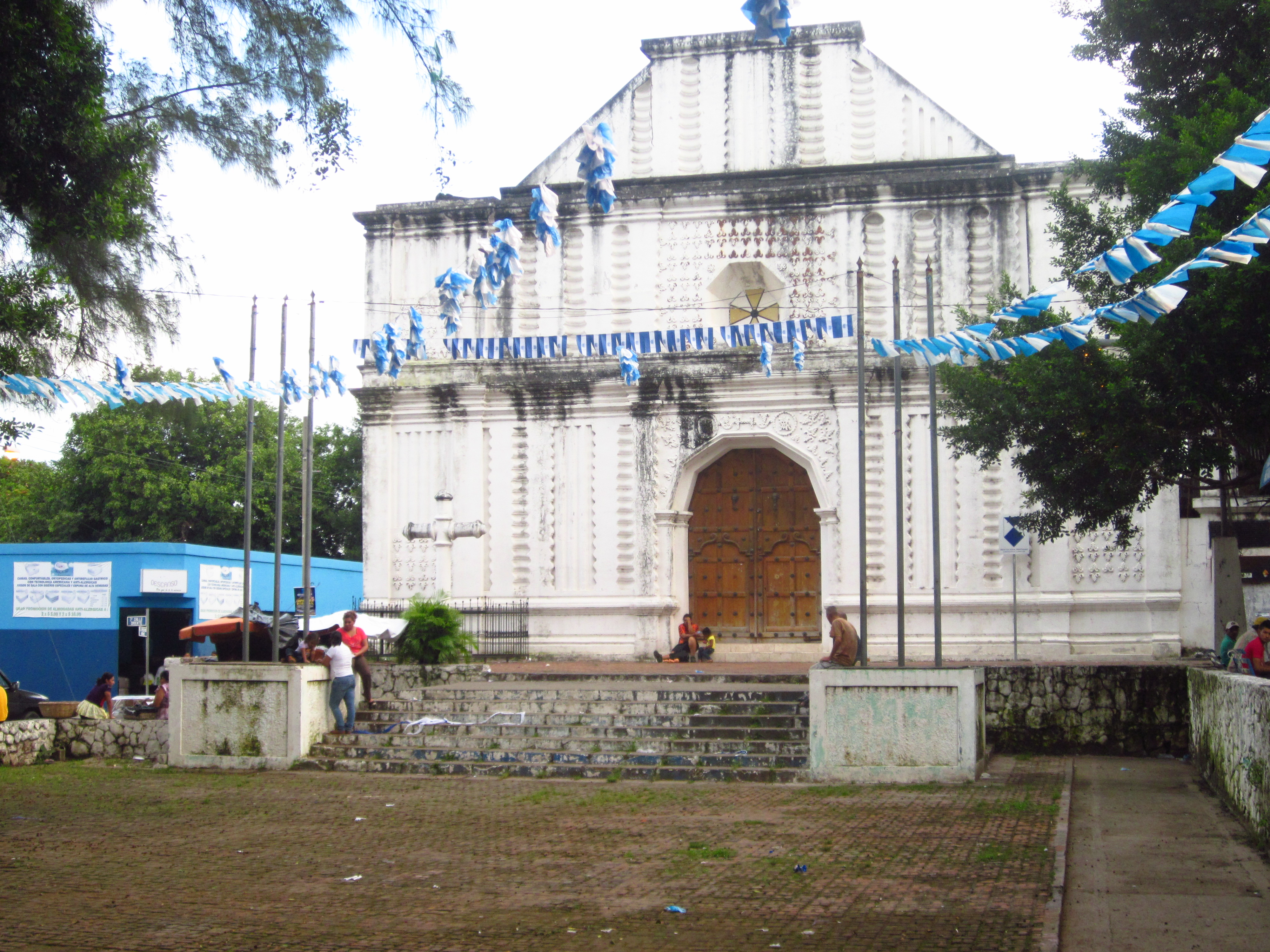
كنيسة سيدة بيلار؛ وهي من مآثر الحقبة الإستعماريَّة.

يعود تاريخ الكنيسة الرومانية الكاثوليكية في السلفادور إلى الحقبة الإستعماريَّة الإسبانيَّة واستمرت كأهم مؤسسة في السلفادور في القرن الحادي والعشرين. وتعد الكاثوليكية هي واحدة من الموروثات الرئيسيَّة للحقبة الإستعماريَّة الإسبانية، إلى جانب الإسبانية كلغة الأمة. حيث أصبحت المنطقة جزءًا من أراضي الإمبراطورية الإسبانية، أنشئت العديد من التقاليد والهوية والعمارة الإكوادوريَّة خلال الفترة الإستعمارية. ولعب الكنيسة الكاثوليكية لعبت دورًا محوريًا في الحياة السياسيَّة والاجتماعية في السلفادور منذ بداية الغزو الاسباني. حيث كانت الكاثوليكية جزءًا أساسيًا من الثقافة الإسبانية، والتي كانت تحدد روح ونظرة عالمها.
في أوائل القرن السادس عشر، أسس الفاتحون الأسبان مع وصول بيدرو دي ألفارادو موانئ استكشافية لتوسيع سيطرتهم على المنطقة. أطلقوا اسم «مقاطعة ربنا يسوع المسيح، منقذ العالم» على المنطقة والتي اختصرت في وقت لاحق إلى «السلفادور» (بالإسبانيَّة: El Salvador). تزامن دخول البعثات التبشيريَّة الكاثوليكيَّة في السلفادور مع اكتشاف المنطقة في القرن السادس عشر. فقد وصل إليها المرسلون والمبشرّون غداة اكتشافها. وكانت الجمعيات الرهبانية مثل الدومنيكان والفرنسيسكان واليسوعيون وغيرهم أول وصل للهذه القارة لهذا العمل. كان اليسوعيون القادة في العمل التبشيري في الفترة الإستعمارية، والذي استمر حتى عام 1821. وقد مارست الكنيسة الكاثوليكية سلطة سياسية كبيرة أثناء الحكم الاستعماري الأوروبي في البلاد، حيث سيطرت الكنيسة على التعليم والمستشفيات وامتلكت ضيعات شاسعة المساحة، وممتلكات غيرها. كانت الكنيسة الكاثوليكية مؤسسة متميزة حتى منتصف القرن التاسع عشر، حيث كانت الكنيسة الوحيدة المسموح بها في العهد الإستعماري.

### الاستقلال

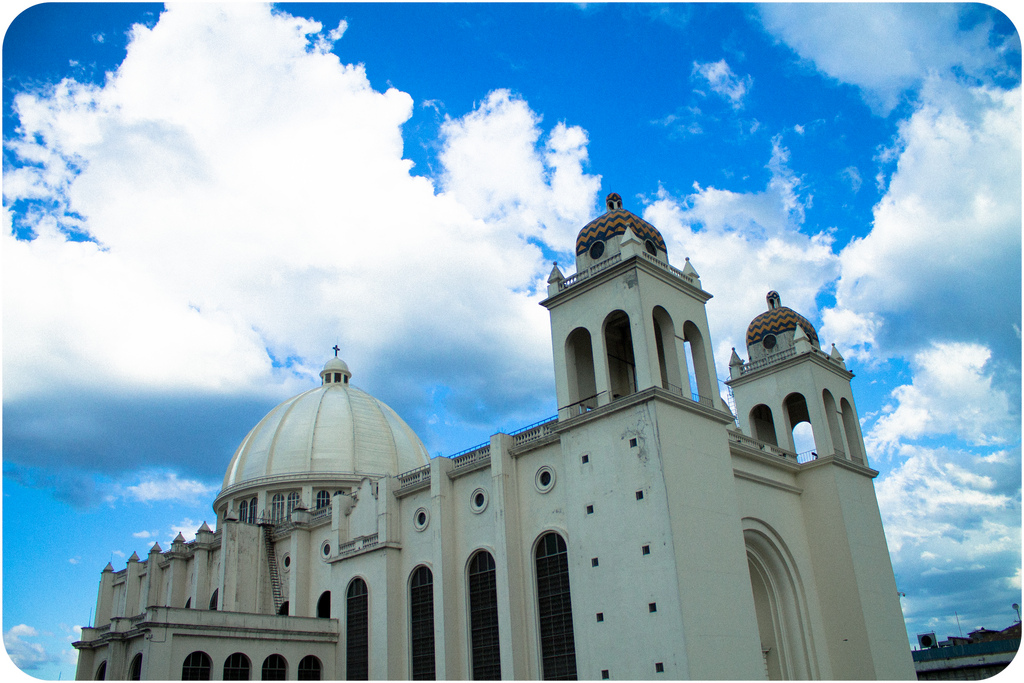
كاتدرائيَّة سان سلفادور.

مارست الكنيسة الرومانية الكاثوليكية بعد استقلال البلاد تأثيراً هائلاً على الوعي الاجتماعي والسياسي للبلاد، ولعبت الانقاسامات الطبقية دوراً في تقسيم الكنيسة على مستوى الإكليروس والشعب. فقد كانت النخب الثرية تميل أن تكون محافظة وكان لها رعايا خاصة بها، في حين فضلت الطبقات العاملة في التعبد في كنائس أكثر انفتاحاً. كما كان الهرم الكنسي أكثر محافظةً وأرثوذكسية بالمقارنة مع الكهنة الشباب، والذين أتوا أساسًا من عائلات ريفية، وإن كانوا ميسورين إلى حد ما، وليس من الطبقة الوسطى الحضرية، وبالتالي كان لديهم روابط أوثق مع الفلاحين والطبقة العاملة. وتمتعت السلفادور بهوية رومانية كاثوليكية قوية، وتغلغلت طقوس الكنيسة في ثقافة الأمة ومجتمعها. ظلَّ التردد على الكنائس، خاصةً بالنسبة للنساء، مهمًا، وتم مراعاة الأسرار والطقوس الكنسية مثل المعمودية، وأقيمت الاحتفالات على شرف رعاة القرى والبلدات والمدن. أصبحت سان سلفادور أبرشية في 11 فبراير عام 1913 مع تنصيب المونسنيور أنطونيو أدولفو بيريز كأول رئيس أساقفة للأبرشية، وقبل ذلك التاريخ كانت سان سلفادور خاضعة لأبرشيَّة غواتيمالا. ومع ذلك، كانت السلفادور تميل إلى أن تكون علمانية إلى حد ما أكثر من جيرانها في أمريكا الوسطى. حيث قوبلت برامج تحديد النسل التي تم تقديمها في أواخر الستينيات من القرن العشرين بمعارضة أقل من أي مكان آخر في أمريكا اللاتينية. كما كان للعراب دور أقل أهمية في السلفادور بالمقارنة مع باقي دول أمريكا اللاتينية.

### العصور الحديثة

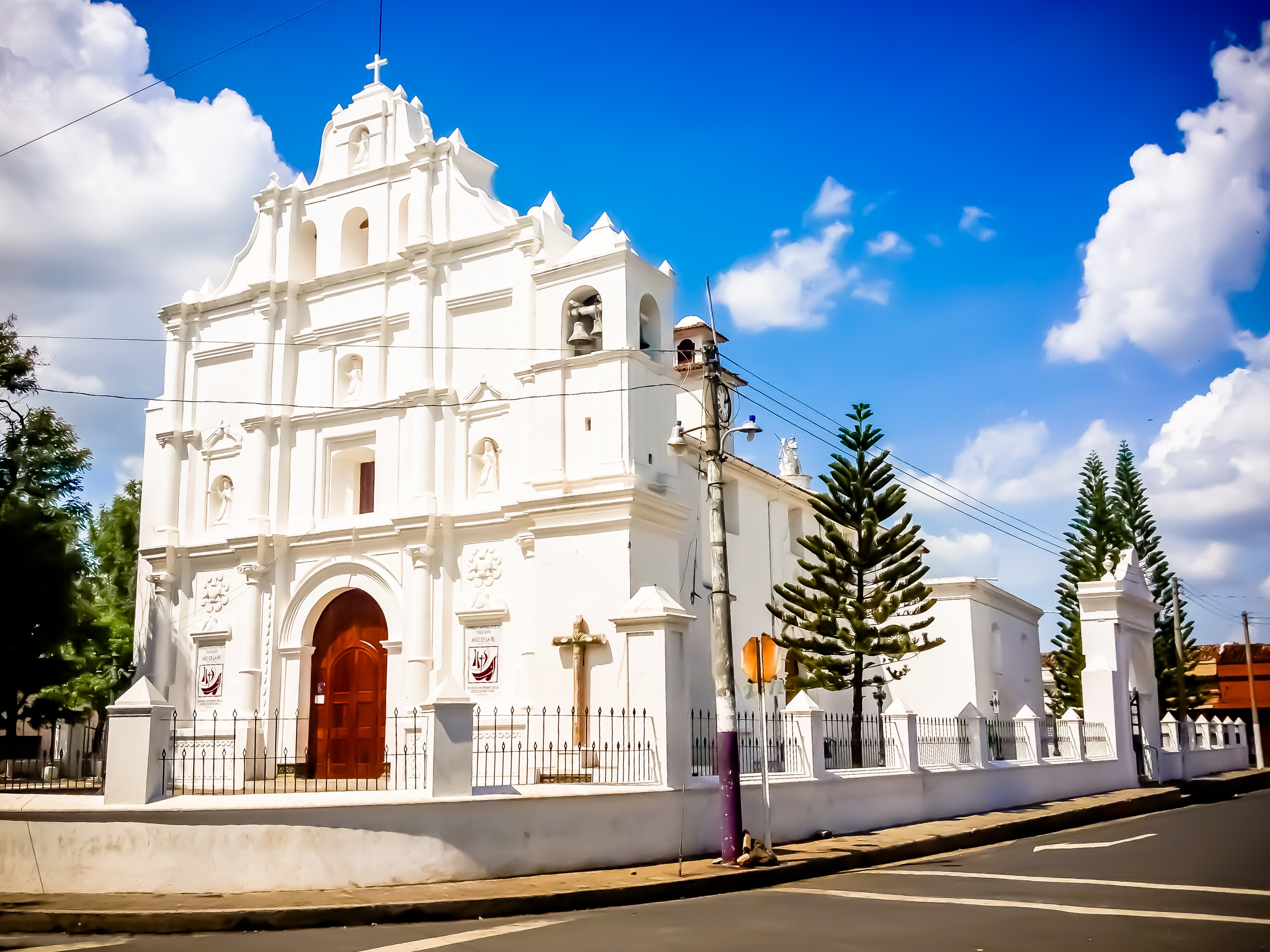
كنيسة سانتياغو في تشالتشوابا.

على الرغم من أن الكنيسة الرومانية الكاثوليكية، كما يتجسد في تسلسلها الهرمي، كانت محافظة في نهجها تجاه العقيدة، ظهرت جماعات كاثوليكية إصلاحية تسمى «المسيحية الاجتماعية» في السلفادور، كما هو الحال في أماكن أخرى في أمريكا اللاتينية، في الثلاثينيات من القرن العشرين استجابةً للصعوبات، والانتفاضات والقمع في تلك الفترة. شددت المسيحية الاجتماعية، التي ظلت تُحظى ببعض الجاذبية حتى أوائل الستينيات من القرن العشرين، على واجب الأشخاص العاديين في معالجة العلل الاجتماعية دون انتظار قيام الهيكل الهرمي، الذي يمثله كهنته، بالعمل. على الرغم من أن هذه الحركة لم تدعو إلى تغيير البنية الاجتماعية والسياسية الأساسية للبلاد، إلا أنها دعت إلى تحسينات من خلال العمل ضمن النظام السياسي القائم.
شجع رئيس الأساقفة لويس شافيز إي غونزاليس من عام 1939 إلى عام 1977 الكهنة على دراسة التعاونيات الزراعيَّة وبذل الجهود نحو تحسين حياة أفقر قطاعات السلفادور، على الرغم من أنه كان محافظًا من ناحية أخرى، حيث شجع الرقابة على الأفلام، وعارض بشدة الشيوعية، وكان مخلصًا للبابا بيوس الثاني عشر. كانت للحكومات علاقة مختلطة مع الكنيسة الكاثوليكية وتتراوح من ودية إلى معاداة رجال الدين. وكان الحرب الديموقراطي المسيحي (بالإسبانيَّة: Partido Demócrata Cristiano) الحزب السياسي الأكثر تأثيرًا وارتباطًا مع الكنيسة الكاثوليكية من خلال خوسيه نابليون دوارتي والذي يعد واحد من أكثر الأعضاء المؤسسين الملحوظين. وتختلف تعاملات الحكومة مع الكنيسة الكاثوليكية أو المنظمات الكاثوليكية تبعًا لقيادة الكنيسة أو الدولة.

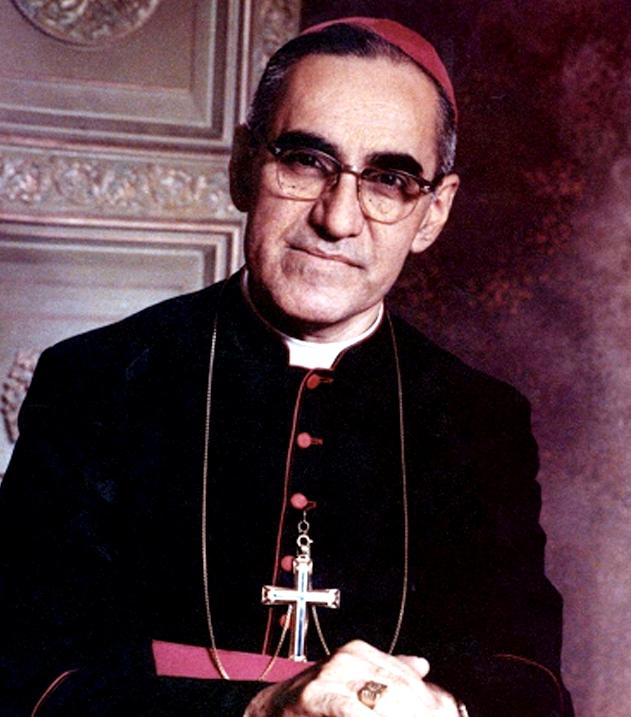
أوسكار روميرو؛ أبرز رواد لاهوت التحرير.

كان أوسكار روميرو أبرز رواد لاهوت التحرير، وبتاريخ 23 فبراير عام 1977 تمت تسميته رئيسًا لأساقفة السلفادور، لقي اختياره ترحيباً حكومياً بينما شكل خيبة أمل للعديد من قساوسة البلاد ذوي الميول اليسارية. ولكن روميرو دخل منذ بداية عمله في منصبه الجديد في صراع مع السلطة والجيش والطبقة البرجوازية، مدافعاً عن حقوق الفقراء ومستنكراً المجازر والاغتيالات والتعذيب وانتهاكات حقوق الإنسان التي كانت ترتكب بحق الشعب السلفادوري تحت مرأى ودعم الحكومة الأمريكية. في تلك الفترة كانت السلفادور على شفير حرب أهلية حيث أعلن الجنرال كارلوس هومبيرتو روميرو (ليس من عائلة الأسقف) نفسه رئيساً للدولة بعد انتخابات غير نزيهة، بعد ثمانية أيام قتلت مجموعة من الناس بنيران الشرطة التي فتحت لإخماد مظاهرة تندد بنتائج الانتخابات الرئاسية. وفي نفس الشهر تعرض ثلاثة كهنة أجانب للتعذيب وتم بعدها طردهم من البلاد، وتم كذلك خطف قس إلسلفادوري تعرض للتعذيب وألقي به وهو بين الحياة والموت أمام أبواب المحكمة العليا. اتخذ أوسكار روميرو من تلك الأحداث موقفا سلمياً مطالباُ بالحوار ونبذ كل أشكال العنف، ولم يكن يتردد بأن ينتقد علناً الممارسات القمعية والإعدامات التي كانت تنفذ في كل مكان، حيث كان يخاطب رئيس الأساقفة الشعب من على منبر كاتدرائيته وعلى أثير الإذاعة الدينية المحلية.
بتاريخ 24 مارس 1980 أُغتيل رئيس الأساقفة أوسكار روميرو بينما كان يقيم القداس في كنيسة صغيرة تابعة لمستشفى. وفي يوم تشييعه في 30 مارس أجتمع قرابة الخمسون ألف شخص لإلقاء النظرة الوداعية على رئيسهم الروحي، أطلق الجيش خلال الجنازة الرصاص الحي على الحضور مما تسبب بسقوط الكثير من الضحايا. وكان لحادثة الاغتيال تلك دورًا أساسيًا في نشوب حرب أهلية في السلفادور استمرت 12 عامًا راح ضحيتها أكثر من 70,000 شخص. وكانت الحكومة السلفادورية قد حملت حينها مسؤلية الاغتيال للثوار اليساريين ولكن تبين بعدها أن المسؤلية الحقيقية تقع على عاتق (كتائب الموت) التابعة للسلطات والموكلة بمهام تصفية معارضي النظام، كما تم وضع المخابرات المركزية الأمريكية كذلك في دائرة الاتهام. وبسبب قانون عفو لم تتم معاقبة أحد على مقتل روميرو. وعلى الرغم من ذلك، كان معظم التسلسل الهرمي الكنسي في السلفادور أكثر تحفظًا ولم يكن هناك تعاطف مع المتمردين خلال الحرب الأهلية السلفادورية.
بدأت الكنائس الإنجيلية تكسب موطئ قدم في البلاد منذ 1980، ويشير الباحثون أنه يبدو أن شعبية البروتستانتية الإنجيلية قد ارتبطت بكثافة وطبيعة نزوح السكان. مع نمو عدد العمال الفقراء وزيادة العمالة المهاجرة إلى المدن، ومع تحطيم أواصر المجتمع والأسرة الممتدة والتقاليد بالنسبة للكثيرين بسبب الهجرة نحو المدن، لم تتمكن الكاثوليكية التقليدية من ملء الإحساس الشخصي بالخسارة العاطفية وانعدام التوجيه وذلك على خلاف البروتستانتية. كان هذا صحيحًا بشكل خاص لأن عدد الكهنة ورجال الدين الكاثوليك كان صغيرًا. ومع ذلك، قدمت البروتستانتية رسالة شخصية عن قبول يسوع كمخلص، وشددت على العلاقة المباشرة لكل فرد بالله دون وسيط من قبل رجال الدين الهرمي. تشهد أعداد ونسب أتباع الكنائس البروتستانتية نمواً كبيراً، ووجدت دراسة قامت بها معهد لاتينوباروميترو عام 2013 أن 31% من سكان البلاد من أتباع الكنائس الخمسينية والطوائف البروتستانتية التقليدية.

## الطوائف المسيحية

### الرومانية الكاثوليكية

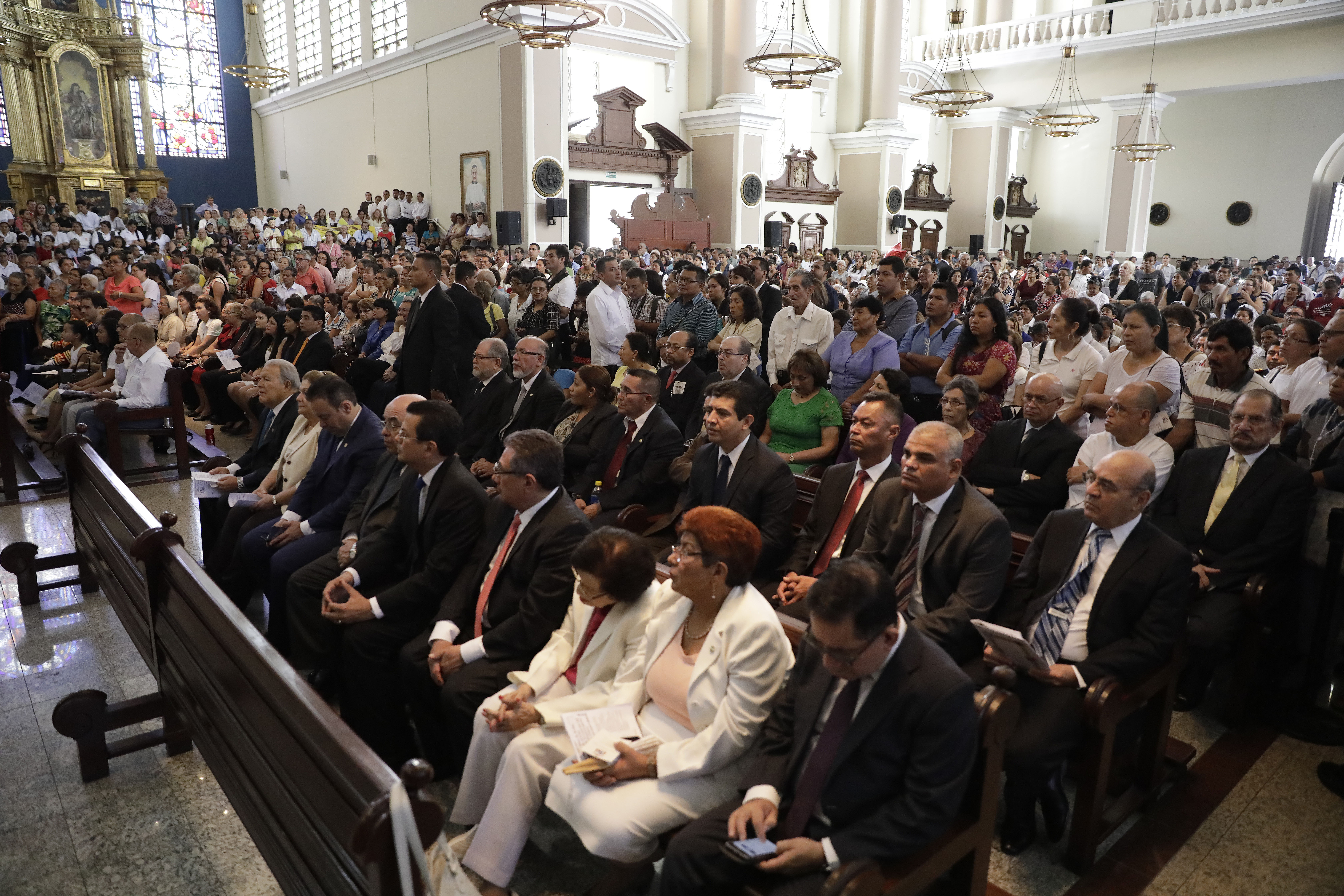
كاثوليك يصلون في كاتدرائيَّة سان سلفادور.

الكنيسة الكاثوليكية السلفادوريَّة هي جزء من الكنيسة الكاثوليكية العالمية في ظل القيادة الروحية للبابا في روما ومجلس الأساقفة السلفادوري. تأتي الكنيسة الرومانية الكاثوليكية في مقدمة الكنائس المسيحية من حيث العدد والنسبة في السلفادور إذ وفقًا لإحصاء عام 2013 من قبل معهد لاتينوباروميترو تبين أن 54% من سكان السلفادور كاثوليك بالمقارنة مع 93% عام 1970؛ حيث شهد عقد 1980 تحول العديد من الكاثوليك إلى الكنائس الإنجيلية. ويتوزع كاثوليك البلاد على ثمانية أبرشيات وأسقفيَّة واحدة.
يعترف الدستور صراحة بالكنيسة الكاثوليكية ولها وضع قانوني، وعلى الرغم من مركزها القانوني فإن الكاثوليكية في السلفادور آخذة في الانخفاض على مدى السنوات السبعة عشرة الماضية مقابل نمو كبير للأتباع المذاهب البروتستانتيَّة. وعلى الرغم من الانخفاض لا تزال الكاثوليكية الأغلبية الدينية بين جميع الفئات العمرية، كما أن الكاثوليكية هي الديانة الأكثر هيمنة في إدارة سان فيسنتي والأضعف في سانتا آنا.
تلعب الكنيسة الكاثوليكية دورًا مهمًا في الثقافة السلفادورية. يبرز المطران أوسكار روميرو كبطل وطني لدوره في التحدث علنًا ضد انتهاكات حقوق الإنسان التي وقعت في فترة الحرب الأهلية في السلفادور. تقوم معظم المدن والبلدات والقرى في السلفادور سنويًا بالاحتفال بالقديسين الشفعاء. كما يحتفل بيوم المسيح مخلص العالم في 6 أغسطس ويعتبر من قبل العديد من السكان العطلة الدينية الأهم. من الشخصيات الأجنبية الهامة في السلفادور كانوا الآباء اليسوعيون منهم الأساتذة إغناثيو إياكوريا، وإغناثيو مارتن بارو، وسيغوندو مونتيس، الذين قتلوا في عام 1989 من قبل الجيش السلفادوري خلال الحرب الأهلية.

### البروتستانتية

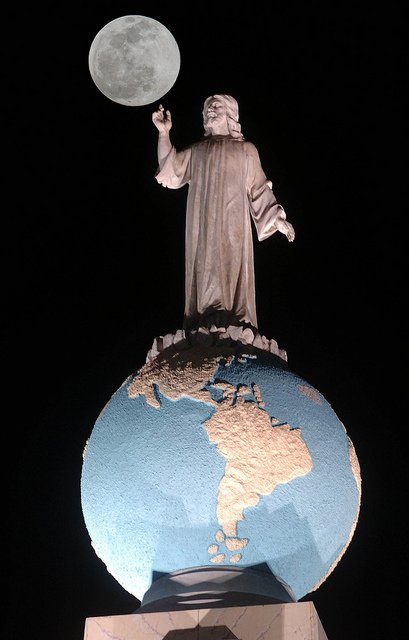
تمثال مخلص العالم في سان سلفادور.

بدأت الكنائس الإنجيلية تكسب موطئ قدم في البلاد منذ 1980، ووجدت دراسة قامت بها معهد لاتينوباروميترو عام 2013 أن 31% من سكان البلاد من أتباع الكنائس الخمسينية والطوائف البروتستانتية التقليدية. شهدت السلفادور في الآونة الأخيرة نمو ملحوظ في أعداد ونسب المذهب الخمسيني البروتستانتي؛ وقد وجدت دراسة قامت بها مركز بيو للأبحاث عام 2014 حول الديانة في أمريكا اللاتينية أن حوالي 36% سكان السلفادور من البروتستانت؛ ويُشكل الخمسينيين حوالي 38% من مجمل المذاهب البروتستانتية. كما ويتوزع البروتستانت على الكنائس الأنجليكانية، والمشيخية، والميثودية، والسبتيَّة، والخمسينية.
وقد وجدت وجدت دراسة إيودوب عام 2009 توزيع البروتستانت حسب المذهب التالية:
| المذهب                     | النسبة |
| -------------------------- | ------ |
| جمعيات الله                | 21.3%  |
| باوتيستا أميغوس دي إسرائيل | 11.5%  |
| إيليم                      | 9.0%   |
| كنيسة الله                 | 7.0%   |
| الكنيسة المعمدانية         | 7.0%   |
| بروفيتيكا                  | 6.1%   |
| الخمسينية                  | 4.5%   |
| الأدفنتست                  | 2.9%   |
| مذاهب أخرى                 | 24.7%  |

### طوائف مسيحية أخرى

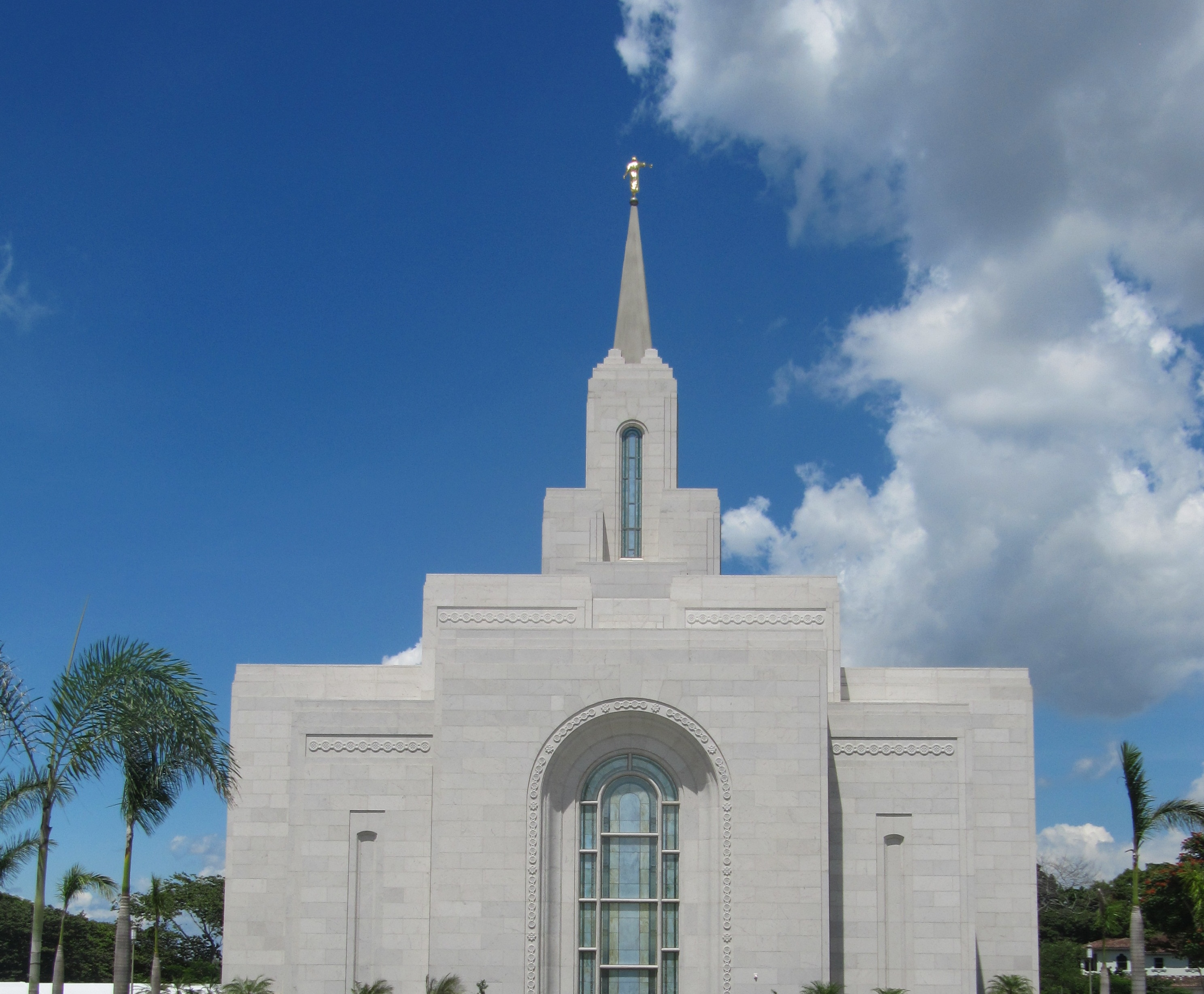
المعبد المورموني في سان سلفادور.

يتواجد في البلاد حضور بارز على المستوى الاقتصادي والسياسي لأتباع الكنيسة الأرثوذكسية الشرقية والكنائس المسيحية الشرقية والتي تعود أصولهم إلى بلاد الشام وأوروبا الشرقية في المقام الأول. يعود أصول الغالبية الساحقة من العرب المسيحيون في السلفادور أساسًا إلى ما هو الآن بلاد الشام والغالبية العظمى منهم أتباع الكنائس المسيحية الشرقية والكنيسة الرومانية الكاثوليكية. كثيرًا ما يطلق على العرب مصطلح توركوس ويرجع ذلك إلى حقيقة أن العديد من الدول العربية كانت تحت سيطرة الدولة العثمانية في الوقت الذي بدأت فيه موجة الهجرة الكبيرة، ودخل معظم العرب الشوام إلى البلاد مع هويات تركية وكان قد هرب الكثير من العرب الشوام خاصًة المسيحين منهم من سياسة التي اتبعتها العثمانيين. وازدادت هجرة المسيحيين الفلسطينيين إلى السلفادور بعد عام 1948 وتأسيس دولة إسرائيل والذين فروا أو طردوا أثناء حرب 1948، وتعود أصول معظمهم إلى مدينة رام الله والقدس وبيت لحم وبيت جالا وبيت ساحور، وتعد الجالية المسيحية ذوي الأصول الفلسطينية مندمجة بشكل كبير في المجتمع ويعمل أبنائها خاصًة في الصناعة والتجارة والصيرفَة والسياسة. يذكر أنَّ أنطونيو سقا الذي تولى رئاسة السلفادور من عام 2004 حتى عام 2009 ينحدر من أصول مسيحيَّة فلسطينيَّة من جهة الأب ومن مدينة بيت لحم تحديداً، وتعود جهة الأم إلى أصول فلسطينيَّة إسلاميَّة والتي تحولت لاحقاً إلى الديانة المسيحية. وينحدر رئيس السلفادور نجيب أبو كيلة من أصول مسيحيَّة فلسطينيَّة تعود إلى مدينة القدس وبيت لحم.
في السنوات الأخيرة أزداد أعداد أتباع كنيسة يسوع المسيح لقديسي الأيام الأخيرة، وتقول احصائيات في عام 2015 كنيسة يسوع المسيح لقديسي الأيام الأخيرة أنها تضم حوالي 120,317 شخص يتجمعون في 164 تجمعًا ومعبد واحد. وبالتالي يشكل المورمون أقل من 2% من مجمل السكان. وجدت دراسة إيودوب في عام 2009 أن المورمون شكلوا حوالي 2% من
مجمل البروتستانت الذين شملهم الاستطلاع أو حوالي 0.8% من مجموع السكان. يذكر أنَّ المورمون بدأوا التبشير في السلفادور في عام 1951.

## الإلترام الديني

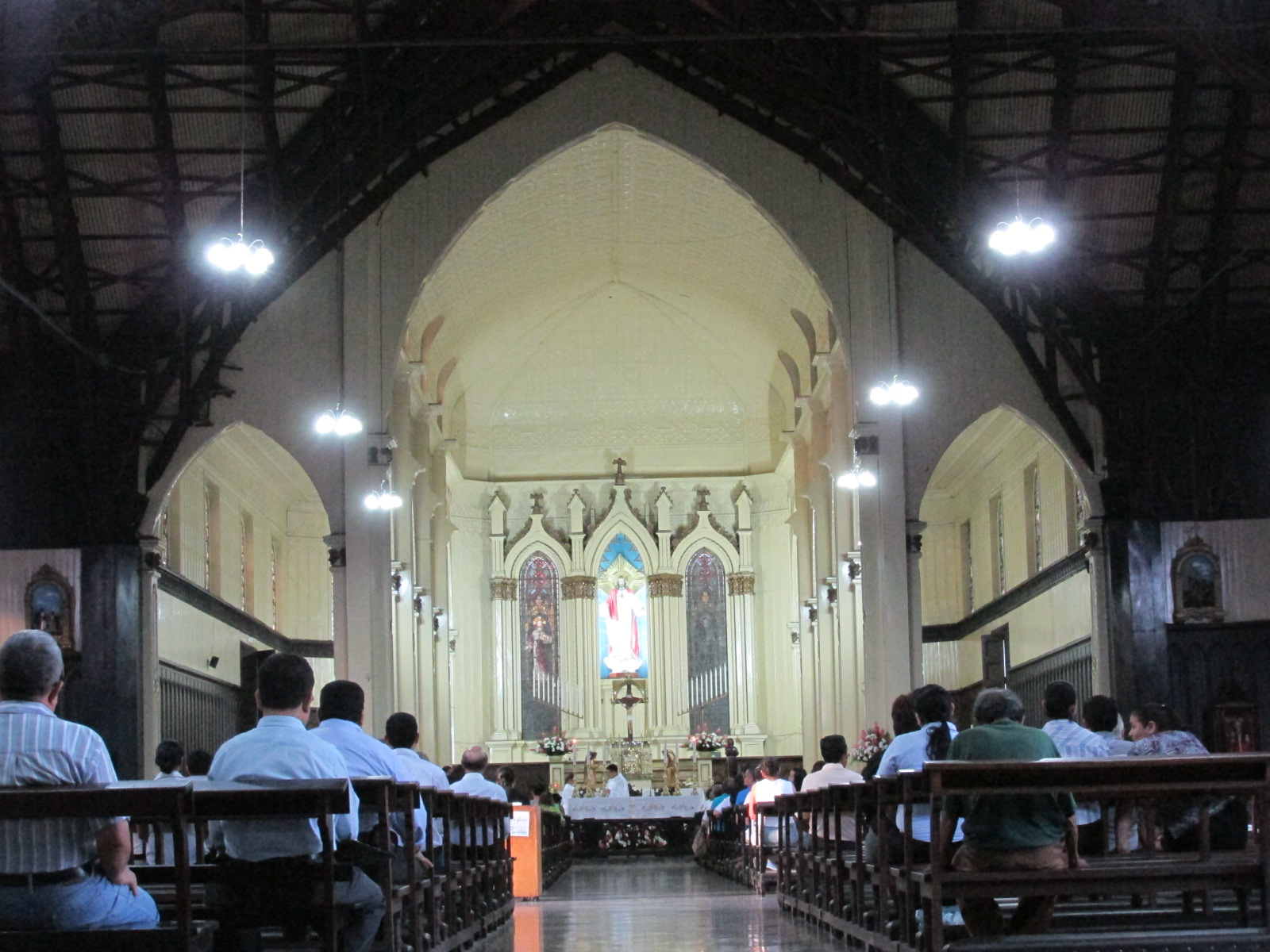
كاثوليك يصلون في بازيليكا ساغرادو كورازون دي جيسوس في مدينة سان سلفادور.

وجدت دراسة قامت بها مركز بيو للأبحاث عام 2014 أنَّ الغالبية العظمى من مسيحيي البلاد من المتدينين حيث أنَّ حوالي 85% من مسيحيي السلفادور يعتبرون للدين أهميَّة في حياتهم، ويؤمن 99% من كاثوليك وبروتستانت البلاد بالله، ويؤمن حوالي 61% من مسيحيي البلاد بحرفية الكتاب المقدس، وقد وجدت دراسة قامت بها مركز بيو للأبحاث عام 2014 أنَّ حوالي 61% من المسيحيين يُداومون على حضور القداس على الأقل مرة في الأسبوع. في حين أنَّ 77% من المسيحيين يُداومون على الصلاة يوميًا.
على المستوى المذهبي وجدت الدراسة أنَّ البروتستانت هي المجموعات الدينية التي تملك أعلى معدلات حضور وانتظام للطقوس الدينية مع وجود أغلبية من الملتزمين دينيًا. عمومًا يعتبر البروتستانت الإنجيليين أكثر تدينًا من الكاثوليك؛ وقد وجدت دراسة قامت بها مركز بيو للأبحاث عام 2014 أنَّ حوالي 88% من البروتستانت يُداوم على الصلاة يوميًا بالمقارنة مع 80% من الكاثوليك. ويقرأ حوالي 75% من البروتستانت الكتاب المقدس أسبوعيًا على الأقل بالمقارنة مع 51% من الكاثوليك. ويُداوم 79% من البروتستانت على حضور القداس على الأقل مرة في الأسبوع بالمقارنة مع 60% من الكاثوليك. ويصُوم 45% من البروتستانت خلال فترات الصوم بالمقارنة مع 42% من الكاثوليك. ويُقدم حوالي 55% من البروتستانت الصدقة أو العُشور، بالمقارنة مع 28% من الكاثوليك. وقال حوالي 40% من البروتستانت أنهم يشتركون في قيادة مجلس الكنيسة أو مجموعات صلاة صغيرة أو التدريس في مدارس الأحد، بالمقارنة مع 22% من الكاثوليك.

### القضايا الإجتماعية والأخلاقية
عمومًا يعتبر البروتستانت أكثر محافظة اجتماعيًة بالمقارنة مع الكاثوليك؛ يعتبر حوالي 93% من البروتستانت الإجهاض عمل غير أخلاقي بالمقارنة مع 95% من الكاثوليك، ويعتبر حوالي 91% من البروتستانت المثلية الجنسية ممارسة غير اخلاقية وخطيئة بالمقارنة مع 86% من الكاثوليك، حوالي 91% من البروتستانت يعتبر شرب الكحول عمل غير أخلاقي بالمقارنة مع 84% من الكاثوليك، ويعتبر حوالي 80% من البروتستانت العلاقات الجنسية خارج إطار الزواج ممارسة غير أخلاقية بالمقارنة مع 73% من الكاثوليك، ويعتبر حوالي 61% من البروتستانت الطلاق عمل غير أخلاقي بالمقارنة مع 51% من الكاثوليك.